# Trudo Toren
De Trudo Toren is een woontoren in de buurt Strijp-S in Eindhoven. De toren is ontworpen door de Milanese architect Stefano Boeri. In 2017 werd hij gecontacteerd door Woningcorporatie Trudo om een woontoren te ontwerpen. Al op meerdere plekken in de wereld creëerde hij de zogenaamde 'verticale bossen'. De referentie voor de Trudo Toren is de Bosco Verticale in Milaan.
Volgens Boeri verbetert stedelijke bebossing het leefmilieu van de stad en biedt het ook een kans om de leefomstandigheden te verbeteren van de mensen die in die stad wonen. De Trudo Toren zou daar een uitgesproken voorbeeld van zijn.

## De bouw
Technisch gezien was het een hele uitdaging om de toren te realiseren. Door het gewicht van de bomen op de balkons, moest alles tot in detail goed worden uitgedacht. Bij de bouw van de Trudo Toren werd gekozen voor het gebruik van prefab beton. Het voordeel hiervan is dat prefab voor een snellere bouwtijd zorgt, wat resulteert in lagere bouwkosten. Dit was zeker van belang voor het budget bij het bouwen van sociale huurappartementen.

## Het woongebouw
De 70 meter hoge toren biedt ruimte aan 125 sociale huurwoningen van zo'n 50 vierkante meter per loft. Op de eerste verdieping vind je onder andere horeca, retail en andere bedrijvigheid. Op de derde verdieping is een grote gezamenlijke binnenruimte met keuken en een dakterras. Ook bevinden er zich op deze verdieping vijf lofts. Van de vierde tot en met de achttiende verdieping bevinden zich per verdieping acht lofts. Elke loft heeft een balkon en twee grote groenbakken.

## Beplanting
Het gebouw telt 125 bomen, 5200 planten, struiken, klimmers en hangers, en een gemeenschappelijke tuin van 350 vierkante meter. Bij het één voor één uitzoeken van de bomen en planten werd rekening gehouden met alle seizoenen. Het groen vormt een ecosysteem dat de strijd aangaat met luchtvervuiling. Per jaar zorgt het voor vijftigduizend kilo CO2-absorbatie en veertienduizend kilo zuurstof.
Het onderhouden van het snoeiwerk en de verzorging van al het groen wordt professioneel geregeld door abseilende hoveniers.
De Admirant · BunkerToren · Kennedytoren · Lichthoven (The Social Hub) · Niko · Onyx · Porthos · De Regent · Trudo Toren · Vestedatoren